# Ayuntamiento de Getafe
El Ayuntamiento de Getafe es el órgano encargado del gobierno y administración del municipio de Getafe (Comunidad de Madrid, España). Está presidido por el alcalde de Getafe. Actualmente ocupa dicho cargo Sara Hernández, del PSOE. Esta administración está emplazada en la plaza de la Constitución, en la confluencia de la calle Madrid y la calle Toledo, en el barrio centro.

## Sede
El Ayuntamiento de Getafe ha ocupado desde su creación su actual ubicación. El edificio antiguo tenía dos plantas y una pequeña torre. Su estilo era el típico de las casas consistoriales castellanas. Durante los últimos años de los 1990 se construyó en el mismo lugar un nuevo inmueble más grande y moderno que el anterior. Durante las obras, el gobierno local se trasladó provisionalmente a la Antigua Fábrica de Harinas, en la calle Ramón y Cajal (el actual Teatro Federico García Lorca). El actual edificio tiene cuatro plantas, una torre, aparcamiento subterráneo y un techo verde, el primero de Europa con esta característica.

## Alcaldes
| Periodo   | Nombre                    | Partido                                  |
| --------- | ------------------------- | ---------------------------------------- |
| 1979-1983 | Jesús Prieto de la Fuente | Partido Socialista Obrero Español (PSOE) |
| 1983-1987 | Jesús Prieto de la Fuente | Partido Socialista Obrero Español (PSOE) |
| 1987-1991 | Pedro Castro Vázquez      | Partido Socialista Obrero Español (PSOE) |
| 1991-1995 | Pedro Castro Vázquez      | Partido Socialista Obrero Español (PSOE) |
| 1995-1999 | Pedro Castro Vázquez      | Partido Socialista Obrero Español (PSOE) |
| 1999-2003 | Pedro Castro Vázquez      | Partido Socialista Obrero Español (PSOE) |
| 2003-2007 | Pedro Castro Vázquez      | Partido Socialista Obrero Español (PSOE) |
| 2007-2011 | Pedro Castro Vázquez      | Partido Socialista Obrero Español (PSOE) |
| 2011-2015 | Juan Soler-Espiauba       | Partido Popular (PP)                     |
| 2015-2019 | Sara Hernández            | Partido Socialista Obrero Español (PSOE) |
| 2019-2023 | Sara Hernández            | Partido Socialista Obrero Español (PSOE) |
| 2023-act. | Sara Hernández            | Partido Socialista Obrero Español (PSOE) |

## Resultados electorales históricos
| Partido político                                                    | 2023        | 2023        | 2023        | 2019   | 2019  | 2019       | 2015   | 2015  | 2015       | 2011   | 2011  | 2011       | 2007   | 2007  | 2007       | 2003   | 2003  | 2003       | 1999   | 1999  | 1999       | 1995   | 1995  | 1995       | 1991   | 1991  | 1991       | 1987   | 1987  | 1987       | 1983   | 1983  | 1983       | 1979   | 1979  | 1979       |
| Partido político                                                    | Votos       | %           | Concejales  | Votos  | %     | Concejales | Votos  | %     | Concejales | Votos  | %     | Concejales | Votos  | %     | Concejales | Votos  | %     | Concejales | Votos  | %     | Concejales | Votos  | %     | Concejales | Votos  | %     | Concejales | Votos  | %     | Concejales | Votos  | %     | Concejales | Votos  | %     | Concejales |
| Partido Socialista Obrero Español (PSOE)                            | 33 691      | 36,28       | 10          | 31 626 | 35,16 | 11         | 23 868 | 27,30 | 8          | 26 711 | 32,64 | 9          | 35 271 | 45,11 | 13         | 40 025 | 47,35 | 13         | 39 185 | 52,93 | 15         | 31 483 | 38,78 | 11         | 29 479 | 50,55 | 15         | 29 640 | 48,21 | 14         | 35 494 | 62,42 | 19         | 16 960 | 35,18 | 10         |
| Partido Popular (PP)-Alianza Popular (AP)                           | 31 176      | 33,57       | 10          | 14 502 | 16,12 | 5          | 24 985 | 28,57 | 9          | 34 652 | 42,35 | 12         | 29 016 | 37,11 | 11         | 29 048 | 34,36 | 10         | 22 381 | 30,23 | 9          | 25 721 | 31,68 | 9          | 11 854 | 20,33 | 6          | 8291   | 13,49 | 4          | 10 463 | 18,58 | 5          | 1388   | 2,88  | 0          |
| Más Madrid-Compromiso con Getafe (MMCCG)                            | 10 059      | 10,83       | 3           | 4979   | 5,53  | 1          | —      | —     | —          | —      | —     | —          | —      | —     | —          | —      | —     | —          | —      | —     | —          | —      | —     | —          | —      | —     | —          | —      | —     | —          | —      | —     | —          | —      | —     | —          |
| Podemos                                                             | 7721        | 8,31        | 2           | 11 319 | 12,58 | 4          | —      | —     | —          | —      | —     | —          | —      | —     | —          | —      | —     | —          | —      | —     | —          | —      | —     | —          | —      | —     | —          | —      | —     | —          | —      | —     | —          | —      | —     | —          |
| Vox                                                                 | 7338        | 7,90        | 2           | 5847   | 6,50  | 2          | 0,67   | 585   | 0          | —      | —     | —          | —      | —     | —          | —      | —     | —          | —      | —     | —          | —      | —     | —          | —      | —     | —          | —      | —     | —          | —      | —     | —          | —      | —     | —          |
| Ciudadanos (CS)                                                     | 1797        | 1,94        | 0           | 14 146 | 15,73 | 4          | 7081   | 8,10  | 2          | —      | —     | —          | —      | —     | —          | —      | —     | —          | —      | —     | —          | —      | —     | —          | —      | —     | —          | —      | —     | —          | —      | —     | —          | —      | —     | —          |
| Izquierda Unida (IU)-Partido Comunista de España (PCE)              | Con Podemos | Con Podemos | Con Podemos | 2378   | 2,64  | 0          | 4993   | 5,70  | 1          | 11 487 | 14,04 | 4          | 9348   | 11,96 | 3          | 11 463 | 13,56 | 4          | 9307   | 12,57 | 3          | 21 434 | 26,40 | 7          | 11 682 | 20,03 | 6          | 10 415 | 16,94 | 5          | 7191   | 12,88 | 3          | 16 833 | 34,92 | 10         |
| Unión Progreso y Democracia (UPyD)                                  | —           | —           | —           | 231    | 0,26  | 0          | 2622   | 3,00  | 0          | 5407   | 6,61  | 2          | —      | —     | —          | —      | —     | —          | —      | —     | —          | —      | —     | —          | —      | —     | —          | —      | —     | —          | —      | —     | —          | —      | —     | —          |
| Ahora Getafe                                                        | —           | —           | —           | —      | —     | —          | 20 647 | 23,61 | 7          | —      | —     | —          | —      | —     | —          | —      | —     | —          | —      | —     | —          | —      | —     | —          | —      | —     | —          | —      | —     | —          | —      | —     | —          | —      | —     | —          |
| Centro Democrático y Social (CDS)-Unión de Centro Democrático (UCD) | —           | —           | —           | —      | —     | —          | —      | —     | —          | —      | —     | —          | —      | —     | —          | —      | —     | —          | —      | —     | —          | 908    | 1,12  | 0          | 2642   | 4,53  | 0          | 9565   | 15,56 | 4          | 1249   | 2,21  | 0          | 8664   | 17,97 | 5          |

## Evolución de la deuda viva municipal
El concepto de deuda viva contempla sólo las deudas con cajas y bancos relativas a créditos financieros, valores de renta fija y préstamos o créditos transferidos a terceros, excluyéndose, por tanto, la deuda comercial. La deuda viva municipal por habitante en 2014 ascendía a 218,37 €.
| Gráfica de evolución de la deuda viva del Ayuntamiento entre 2008 y 2023                         |
|                                                                                                  |
| Deuda viva del Ayuntamiento de Getafe, en miles de euros, según datos del Ministerio de Hacienda |